# Campeonato Mundial de Halterofilismo de 2010 - Até 53 kg feminino
A categoria até 53 kg feminino foi um evento do Campeonato Mundial de Halterofilismo de 2010, disputado no Centro de Exposição de Antália, em Antália, na Turquia, entre 17 e 18 de setembro de 2010. 

## Calendário
Horário local (UTC+3)
| Dia            | Horário | Fase    |
| -------------- | ------- | ------- |
| 17 de setembro | 12:00   | Grupo C |
| 18 de setembro | 09:30   | Grupo B |
| 18 de setembro | 15:00   | Grupo A |

## Medalhistas
| Evento    | Ouro                | Ouro   | Prata                    | Prata  | Bronze                   | Bronze |
| --------- | ------------------- | ------ | ------------------------ | ------ | ------------------------ | ------ |
| Arranque  | Chen Xiaoting (CHN) | 100 kg | Yuderqui Contreras (DOM) | 93 kg  | Aylin Daşdelen (TUR)     | 90 kg  |
| Arremesso | Chen Xiaoting (CHN) | 122 kg | Aylin Daşdelen (TUR)     | 121 kg | Hiromi Miyake (JPN)      | 113 kg |
| Total     | Chen Xiaoting (CHN) | 222 kg | Aylin Daşdelen (TUR)     | 211 kg | Yuderqui Contreras (DOM) | 206 kg |

## Recordes
Antes desta competição, o recorde mundial da prova era o seguinte:
| Recorde         | Tipo      | Atleta            | Peso   | Local         | Data                 |
| Recorde Mundial | Arranque  | Ri Song-hui (PRK) | 102 kg | Busan         | 1 de outubro de 2002 |
| Recorde Mundial | Arremesso | Li Ping (CHN)     | 129 kg | Tai'an        | 22 de abril de 2007  |
| Recorde Mundial | Total     | Qiu Hongxia (CHN) | 226 kg | Santo Domingo | 2 de outubro de 2006 |

## Resultado
Os resultados foram os seguintes. 
| Pos.              | Atleta                        | Grupo | Peso  | Arranque (kg) | Arranque (kg) | Arranque (kg) | Arranque (kg)     | Arremesso (kg) | Arremesso (kg) | Arremesso (kg) | Arremesso (kg)    | Total |
| Pos.              | Atleta                        | Grupo | Peso  | 1             | 2             | 3             | Resultado         | 1              | 2              | 3              | Resultado         | Total |
| ----------------- | ----------------------------- | ----- | ----- | ------------- | ------------- | ------------- | ----------------- | -------------- | -------------- | -------------- | ----------------- | ----- |
| Medalha de ouro   | Chen Xiaoting (CHN)           | A     | 52.84 | 92            | 97            | 100           | Medalha de ouro   | 120            | 120            | 122            | Medalha de ouro   | 222   |
| Medalha de prata  | Aylin Daşdelen (TUR)          | A     | 52.89 | 90            | 90            | 94            | Medalha de bronze | 115            | 117            | 121            | Medalha de prata  | 211   |
| Medalha de bronze | Yuderqui Contreras (DOM)      | A     | 52.78 | 91            | 93            | 96            | Medalha de prata  | 110            | 113            | 115            | 6                 | 206   |
| 4                 | Citra Febrianti (INA)         | B     | 52.19 | 84            | 88            | 88            | 4                 | 105            | 110            | 113            | 4                 | 201   |
| 5                 | Hiromi Miyake (JPN)           | A     | 49.55 | 84            | 86            | 87            | 5                 | 110            | 112            | 113            | Medalha de bronze | 200   |
| 6                 | Rusmeris Villar (COL)         | A     | 52.64 | 85            | 88            | 88            | 10                | 107            | 110            | 113            | 5                 | 198   |
| 7                 | Svetlana Cheremshanova (KAZ)  | A     | 52.95 | 82            | 87            | 92            | 7                 | 110            | 115            | 115            | 8                 | 197   |
| 8                 | Pensiri Laosirikul (THA)      | A     | 50.17 | 85            | 89            | 89            | 8                 | 110            | 110            | 113            | 7                 | 195   |
| 9                 | Hsu Shu-ching (TPE)           | A     | 52.80 | 87            | 87            | 87            | 6                 | 106            | 106            | 111            | 11                | 193   |
| 10                | Julia Rohde (GER)             | A     | 52.41 | 83            | 85            | 86            | 9                 | 104            | 107            | 110            | 9                 | 192   |
| 11                | Elen Grigoryan (ARM)          | B     | 52.47 | 80            | 80            | 85            | 12                | 103            | 106            | 108            | 10                | 186   |
| 12                | Fang Li-chun (TPE)            | B     | 52.63 | 77            | 77            | 80            | 13                | 99             | 103            | 107            | 12                | 183   |
| 13                | Marilou Dozois-Prévost (CAN)  | B     | 52.90 | 80            | 84            | 86            | 11                | 98             | 101            | 104            | 15                | 182   |
| 14                | Sherjana Ruci (ALB)           | B     | 52.96 | 75            | 80            | 80            | 14                | 95             | 100            | 100            | 14                | 180   |
| 15                | Mariya Vidlyvana (UKR)        | B     | 52.58 | 76            | 79            | 81            | 15                | 93             | 96             | 96             | 16                | 175   |
| 16                | Tatiana Vásquez (ECU)         | B     | 52.94 | 72            | 72            | 75            | 16                | 92             | 98             | 100            | 13                | 175   |
| 17                | Minati Sethi (IND)            | C     | 52.90 | 71            | 71            | 71            | 17                | 94             | 94             | 96             | 18                | 165   |
| 18                | Ayşegül Çoban (TUR)           | B     | 52.87 | 68            | 68            | 68            | 19                | 92             | 95             | 98             | 17                | 163   |
| 19                | Dana Berchi (ROU)             | C     | 52.88 | 68            | 68            | 70            | 20                | 87             | 89             | 89             | 19                | 157   |
| 20                | Lena Berntsson (SWE)          | C     | 52.96 | 66            | 66            | 69            | 18                | 84             | 88             | 88             | 20                | 157   |
| 21                | Zilola Burieva (UZB)          | C     | 53.00 | 60            | 64            | 67            | 22                | 80             | 83             | 85             | 21                | 150   |
| 22                | Christina Ejstrup (DEN)       | C     | 52.87 | 65            | 67            | 69            | 21                | 77             | 79             | 81             | 22                | 146   |
| 23                | Konstantina Benteli (GRE)     | C     | 52.58 | 62            | 67            | 67            | 23                | 73             | 77             | 80             | 23                | 139   |
| 24                | Alia Ali Al-Balooshi (UAE)    | C     | 52.73 | 40            | 40            | 42            | 24                | 55             | 60             | 60             | 24                | 97    |
| —                 | Yu Weili (HKG)                | A     | 52.41 | 85            | 85            | 85            | —                 | 105            | 110            | 110            | —                 | —     |
| —                 | Lely Burgos (PUR)             | C     | 50.29 | 70            | 73            | 75            | —                 | 90             | 94             | 94             | —                 | —     |
| —                 | Erdenebatyn Erdenetuyaa (MGL) | C     | 52.99 | 60            | 60            | 60            | —                 | —              | —              | —              | —                 | —     |